# Tommy Eden
Tommy Eden, pseudonimo di Thomas Eden (...), è un musicista e cantautore fra i più rappresentativi della musica gospel e folk. Deve la sua popolarità all'alone di mistero che avvolge la sua figura, oltre che a un timbro vocale unico e particolare.

## Biografia
Thomas Eden nasce negli anni settanta e vive tra gli Stati Uniti e Milano, dove ha sposato una donna italiana dalla quale ha avuto un figlio.
Ha realizzato vari album principalmente di musica gospel, ma anche alcuni di originali riletture della West Coast californiana.
Deve il suo successo a una timbrica assai energica e particolare, di alto tasso emozionale, con venature blues e rock. Con questa particolare e originale impronta ha riletto e rivisitato i grandi classici della musica gospel, arricchendo nel contempo i suoi album con degli inediti.
Ha sviluppato nel tempo collaborazioni e legami speciali con alcuni grandi artisti internazionali e anche, per motivi intuibili, con alcuni grandi cantautori italiani.
Nonostante gli eccellenti riscontri sia artistici che commerciali, ha sempre scelto la logica del rifiuto radicale dello show business rinunciando a pubblicare proprie foto perfino nei suoi album, oltre a non intraprendere alcuna attività che prevedesse una sua presenza promozionale. Tutto questo per dedicarsi senza alcun compromesso al grande amore per la musica gospel, considerando la propria voce un dono di tipo "naturale e spirituale".
Il suo ultimo album, The Christmas Present, è uscito alla fine del 2009, stampato e distribuito in Italia da Universal Music.

## Discografia
- 2005 - Streets of Gospel
- 2005 - California
- 2006 - Gospel All Time Classics
- 2009 - The Christmas Present